# Kanton Monsols
Kanton Monsols (francouzsky Canton de Monsols) je francouzský kanton v departementu Rhône v regionu Rhône-Alpes. Tvoří ho 13 obcí.

## Obce kantonu
- Aigueperse
- Azolette
- Cenves
- Monsols
- Ouroux
- Propières
- Saint-Bonnet-des-Bruyères
- Saint-Christophe-la-Montagne
- Saint-Clément-de-Vers
- Saint-Igny-de-Vers
- Saint-Jacques-des-Arrêts
- Saint-Mamert
- Trades